# A Ciambra
Pour plus de détails, voir Fiche technique et Distribution.
A Ciambra est un film italien réalisé par Jonas Carpignano, sorti en 2017.
Il est présenté à la Quinzaine des réalisateurs au Festival de Cannes 2017 et remporte le Label Europa Cinemas.

## Synopsis
Pio, 14 ans, vit dans une petite communauté rom à Gioia Tauro en Calabre. Pressé de grandir, il imite son grand frère Cosimo.

## Fiche technique
- Titre français : A Ciambra
- Réalisation et scénario : Jonas Carpignano
- Photographie : Tim Curtin
- Montage : Affonso Gonçalves
- Musique : Dan Romer
- Pays d'origine : Italie
- Format : couleurs - 35 mm
- Genre : drame
- Durée : 118 minutes
- Date de sortie :
  -  France : 19 mai 2017 (Quinzaine des réalisateurs au Festival de Cannes 2017), 20 septembre 2017 (sortie nationale)
  -  Italie : 31 août 2017

## Distribution
- Pio Amato : Pio
- Koudous Seihon : Ayiva
- Damiano Amato : Cosimo

## Sortie

### Accueil critique
En France, le site Allociné recense une moyenne des critiques presse de 3,4/5, et des critiques spectateurs à 3,7/5.

## Distinctions

### Récompenses
- Festival de Cannes 2017 en section Quinzaine des réalisateurs : Label Europa Cinemas.
- 63e cérémonie des David di Donatello : Meilleur réalisateur et Meilleur monteur.

### Sélection
- Festival du film italien de Villerupt 2017 en section Panorama.